# Lothar Schmid
Lothar Schmid foi um jogador de xadrez da Alemanha, com diversas participações nas Olimpíadas de xadrez. Schmid participou das edições de 1950, 1952, 1954, 1956, 1960, 1968 e 1970 no segundo tabuleiro tendo conquistado a medalha de prata em 1950, 1952, 1968 e 1970  e a de bronze por equipes em 1950 e 1964. Nas edições de 1958, 1962 e 1964 disputou no terceiro tabuleiro sendo a melhor colocação um quinto lugar emquanto em 1974 disputou no primeiro tabuleiro sendo somente o 25º lugar.